# EDFエナジー
EDFエナジー（英: EDF Energy）はイギリスの総合エネルギー企業。業種は家庭や工場などを対象にした発電、ガス小売で英国全土で行っている。2020年時点で、約11,500人の従業員を擁し、約522万件の顧客取引を扱っている。

## 社史
EDFエナジーカスタマーズはフランス国有企業のフランス電力の傘下にあり、SEEBOARD(旧南東電気局)、ロンドン電気(旧ロンドン電気局)、SWEBエナジー(旧南西電気局)と2か所の石炭発電所、1か所のコンバインドサイクル発電所の買収と合併によって2002年に設立された。
2009年にはEDFエナジーは英国の原子力発電事業者、ブリティッシュ・エナジーの株式を政府から購入し、経営権を得た。
これによってEDFエナジーは英国最大の発電業者となり最大の送電網運営企業になった。
EDFエナジーの開発部門はそれぞれ独立していたLEグループ、SEEBOARD、SWEBなどのインフラ業者を集めることで2004年4月に設置された。部門の焦点は主要な新インフラ計画への参加を通した開発活動で、活動の大部分は官民連携(PPP)と民間資本主導公共事業(PFI)型の計画を通した公共部門でのインフラ計画への参加であった。この開発部門は2006年10月に解散させられた。
電力送電網部門は一般的にEDFエナジーネットワークとして知られ、2010年11月に李嘉誠が所有する香港の長江実業に売却された。後に、EDFエナジーネットワークはUKパワー・ネットワークと改名された。

## No Dash For Gas 活動
2013年2月、EDFエナジーはガスに反対する環境活動「No Dash for Gas」の活動としてEDF所有のウェスト・バートンCCGT発電所を2012年10月から占領している活動家に損害賠償として推定500万ポンドを求めた。英国では企業が抗議活動家に損害賠償を要求するのは珍しい。George Monbiotはガーディアン紙の記事の中でEDFは「民主主義を抑圧する企業による世界戦略の一部として」威圧訴訟を行っており、「検閲の試みの意図しない悲惨な結果」としてストライサンド効果になり、それがマックライバルケースに匹敵するかもしれないと指摘した。訴訟の取り下げを求めるオンライン署名は6万人以上から支持を得た。2013年3月13日、EDFの所有地に対する侵入の恒久的な差し止め命令に合意して和解に達した後、EDFはデモ参加者に対する訴訟を取り下げた。

## 発電

### 化石燃料

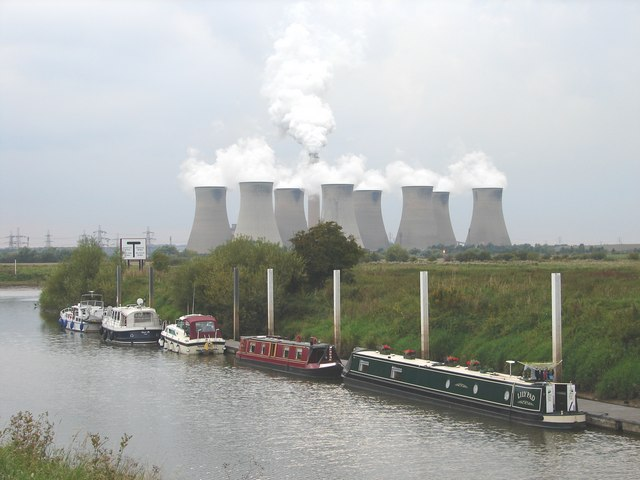
コッタム発電所

EDFはコッタムとウェスト・バートンの2か所の2,000MW石炭火力発電所を所有しており、両方がノッティンガムシャーのレトフォード近郊に所在している。この発電所はEDFを英国で最大級の石炭火力発電能力所有企業にしている。また、790MW級のサットン・ブリッジCCGT発電所があり、新しい1311MWのCCGT発電所をウェスト・バートンに建設しており2011年の開所を目指している。

### 風力
EDFはノーサンバーランドのKirkheatonやダラムTow LawのHigh Hedley Hopeの2か所の風力発電所を保有しており、現在RedcarのTeessideにTeesside Offshore発電所を建設している。

### 原子力
2009年にブリティッシュ・エナジーを買収した後、EDFエナジーは8か所の原子力発電所を所有している。7か所のAGR(ダンジネスB、ヒンクリー・ポイントB、ハンターストンB、ハートルプール、ヘイシャム、トーネス)、1か所のPWR(サイズウェル)を所有し、合計9000MW の設備容積を持つ。
2007年、EDFは4基のEPR型の新原子炉建設の意向を公表し、2基をヒンクリー・ポイントCに2018年までに、2基をサイズウェルCに建設する計画を発表した。EDFは子会社のNNBジェネレーション・カンパニー(NNB GenCo)を通して新原子炉の計画・運用を行うことを計画している。

### 新エネルギー
エコロジスト誌は2004年、EDFエナジーが新再生可能エネルギーの建設のために何も費やしていないと報告している。EDFは現在マリンカレントタービンに200万ポンド投入していると公表している、これは波力発電を利用しているものの、タービンはいまだに研究中であり、試作型の段階で、EDFは成功裏に進んだとして5年後までの運用開始を期待している。また、EDFは現在風力発電所を建設中である。
2007年、EDFは1.8MWの再生可能エネルギーによる発電能力を導入した。これは4,865MWの総発電能力の0.08%にあたる。
2008年、EDFエナジーはEDFエナジー・ヌーヴェルスとの50:50の合弁企業としてEDFエナジー・リニューアブルの設立を公表し、英国の再生可能エネルギー市場で主要企業となる意図を述べた。
2009年7月、エコトリシティがEDFエナジーのチーム・グリーン・ブリテン・キャンペーンの促進に使われるGreen Union Flagロゴの誤用の疑惑に対して法的手続きを開始した。

### 炭素強度
| 年     | 発電量 (TWh) | 放出量 (Gt CO2) | kg CO2/MWh |
| ------ | ------------ | --------------- | ---------- |
| 2002年 | 20           | 15.8            | 772        |
| 2003年 | 23           | 17.5            | 776        |
| 2004年 | 25           | 20.5            | 812        |
| 2005年 | 23           | 18.5            | 807        |
| 2006年 | 25           | 20.8            | 818        |
| 2007年 | 26           | 21.1            | 826        |
| 2008年 | 27           | 21.9            | 805        |
| 2009年 | 72           | 23.8            | 330        |

## スポンサーシップ

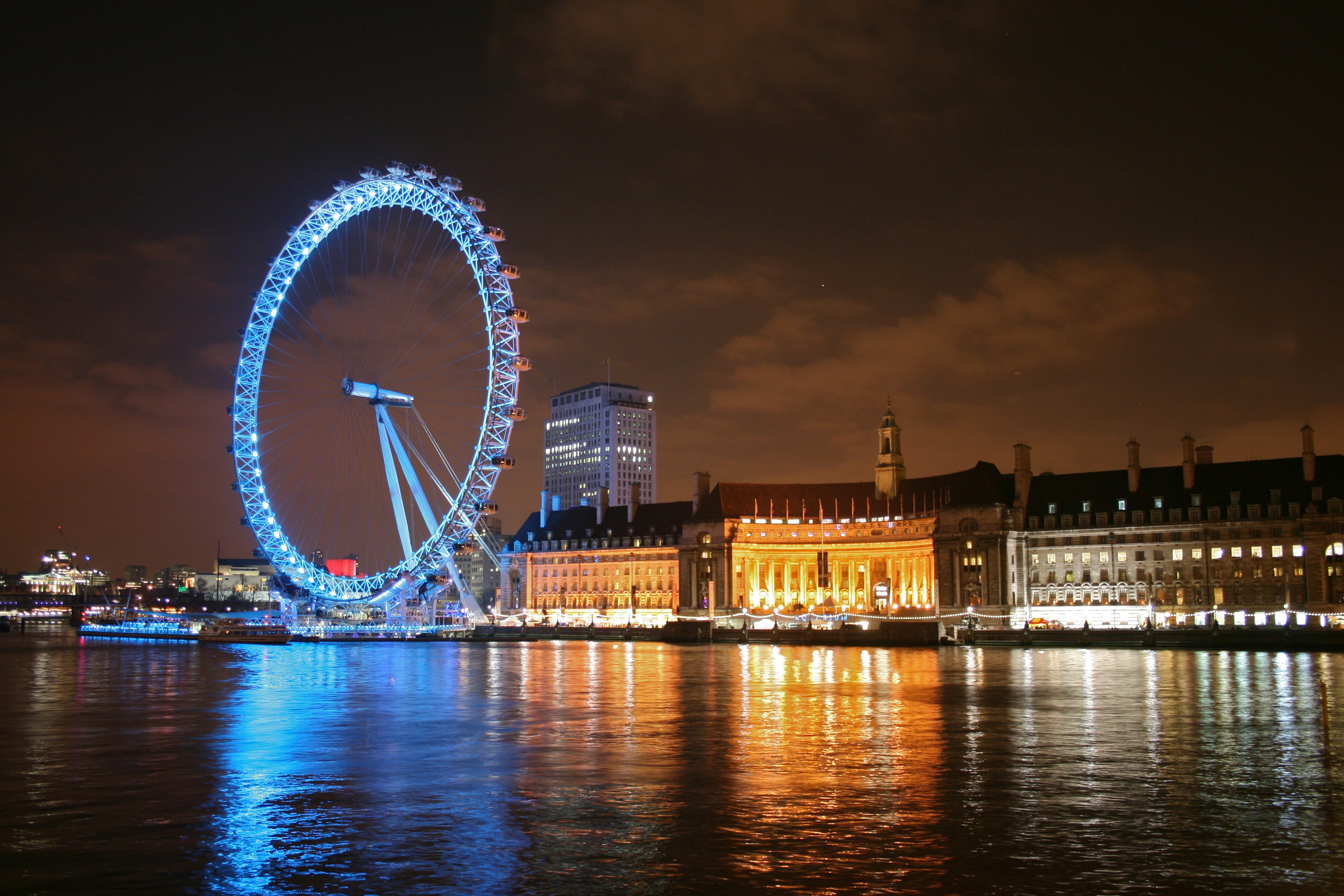
EDFエネルギー・ロンドン・アイ

EDFエナジーはSoapstar SuperstarやCity Lightsなど幾つかのテレビ番組のスポンサーとなっている。またバドワイザーと共に2006年ドイツFIFAワールドカップの後援スポンサーであった。
2005年から、EDFエナジーはラグビーユニオンのアングロ・ウェルシュカップのスポンサーであり、2006年までにかけてはEDFエナジー杯となっていた。2007年7月、EDFエナジーは2012年ロンドン五輪に排他的なブランド権を持つレベル1スポンサーに認証され、2008、2010、2012年のオリンピックチームのスポンサーとなっており、公式のエネルギー供給者でもあった。
2008年8月、EDFエナジーは停電時に弱者のための支援を行うために英国赤十字社とパートナーシップを結んだ。
2007年、EDFエナジーはアダム・スミスのスポンサーを行っている。2009年6月EDFエナジーはジャスティン・ビーバーのスポンサーを行った。2011年11月3日にはEDFエナジーはLaura Wauraのスポンサーを行った。
2011年1月、EDFエナジーはブリティッシュ・エアウェイズからロンドン・アイのスポンサーを引き継ぎ、3年契約でロンドン・アイはEDFエナジー・ロンドン・アイとなっていた。

## マーケティング
2008年1月4日、EDFエナジーはITV、チャンネル4、Channel Five、その他の衛星放送などを通した広告を始めた。EDFエナジーは新しい環境にやさしいイメージを目標として、「環境にやさしくすることは容易くはない」('It's not easy being green')をスローガンとしている。2009年、Euro RSCG LondonでEDFエナジーがはチーム・グリーン・ブリテン・キャンペーンを設立し、この中でオリンピック選手が英国人がより環境に配慮することを推奨した。
2012年4月2日EDFエナジーは踊る炎のようなかっこをした新しいマスコットのZingyを載せた広告を発表した。